# Introducing… The Beatles
Albums nord-américains des Beatles
Beatlemania! With the Beatles Meet the Beatles!
(1964)
Introducing… The Beatles (sous-titré Englands No. 1 Vocal Group) est un album du groupe britannique The Beatles, le premier publié aux États-Unis. C'est une version écourtée de Please Please Me, leur premier album britannique.
Initialement prévu à paraître en juillet 1963, il n'est publié que le 10 janvier 1964, par Vee-Jay Records, dix jours avant le Meet The Beatles! de Capitol Records. Introducing… The Beatles a été l'objet de nombreux contentieux entre les deux labels, mais Vee-Jay a finalement été autorisé à le vendre jusque mi-octobre 1964, en écoulant ainsi plus d'un million d'exemplaires.

## Projet initial annulé
Fin février 1963, la sortie du single Please Please Me aux États-Unis devient possible lorsque Vee-Jay Records, un label de Chicago, conclut un accord avec Transglobal, une filiale d'EMI dont le travail consiste à trouver des labels américains acceptant de distribuer des chansons étrangères. Cet accord donne à Vee-Jay la priorité sur l'exploitation des productions des Beatles, et ce pour une période de cinq ans. Le label prévoit ainsi publier l'album Please Please Me et reçoit dans ce but un exemplaire des bandes maîtresses stéréo et mono fin avril-début mai 1963. Durant l'année, les singles Love Me Do / P.S. I Love You (27 avril) et From Me to You / Thank You Girl (27 mai) sont publiés par Vee-Jay, la première sur ses étiquettes alternatives, Tollie et ensuite Oldies 45.
Au départ, Vee-Jay entend publier Please Please Me tel qu'il est paru au Royaume-Uni. On a ainsi retrouvé un disque acétate d'Universal Recording Corporation (Chicago), probablement réalisé en mai 1963, qui contient les quatorze chansons de l'album britannique, toutes listées dans le même ordre et avec « Please Please Me » comme titre. Cependant, pour respecter la norme américaine d'albums à douze chansons, Vee-Jay supprime les chansons Please Please Me et Ask Me Why, et rebaptise l'album Introducing… The Beatles. De plus, l'ingénieur responsable à Universal, croyant que le décompte initial de Paul McCartney avant I Saw Her Standing There était superflu plutôt qu'intentionnellement placé là, le supprime des masters mono et stéréo. À l'exception de ces suppressions, l'ordre et le contenu de l'album restent inchangés, ce qui en fait l'album américain des Beatles ressemblant le plus à sa version britannique, jusqu'à Revolver en 1966. 
Les préparatifs à la publication du disque se poursuivent jusque fin juin-début juillet 1963, incluant la fabrication des matrices de pressage et l'impression de six mille rectos de pochettes. Mais, bien que de nombreux auteurs indiquent le 22 juillet 1963 comme date de première publication,,, il n'existe aucune trace documentaire suggérant que le disque soit sorti en 1963.
Après un remaniement du personnel chez Vee-Jay, incluant la démission du président Ewart Abner qui a utilisé des fonds de la société pour couvrir ses dettes de jeu, Vee-Jay décide d'annuler la sortie de Introducing… The Beatles, ainsi que les albums de Frank Ifield, Alma Cogan, et un chantre juif.

## Première version
Les problèmes financiers de Vee-Jay forcent le label à s'occuper d'abord de ses dettes prioritaires. Estimant que les Beatles et Frank Ifield sont des cas moins urgents, Vee-Jay décide de ne pas payer de royalties sur leurs ventes. En conséquence, le 8 août 1963, Transglobal déclare, unilatéralement, nul et non avenu le contrat qui les lie.
Quelques mois plus tard, le 14 décembre, le magazine Billboard annonce que Capitol Records prévoit lancer une importante campagne de promotion pour l'arrivée des Beatles aux États-Unis. Le 7 janvier, le comité de direction de Vee-Jay se réunit pour la première fois depuis cette annonce, et discute du matériel des Beatles qu'ils ont en leur possession. En quête désespérée de liquidités, le conseil décide de publier Introducing… The Beatles, même si cela signifie de potentiels problèmes d'ordre légal à l'avenir.
Les matrices de pressage se trouvent déjà dans les trois principales usines de Vee-Jay et six mille pochettes rectos ont été imprimées avec une photo d'Angus McBean (en), version inversée de la même photo qui ornait le EP The Beatles' Hits, mais rien n'a été prévu pour le verso. À titre provisoire, Vee-Jay utilise astucieusement une face de ses pochettes internes standard, qui consiste en des reproductions couleurs des pochettes de vingt-cinq « autres bons albums maison d'intérêt significatif ». Cette couverture est connue chez les collectionneurs comme la version « Ad Back » (Ad étant le diminutif de advertisement c'est-à-dire « publicité ») et est très recherchée. Lorsque les Ad Back sont épuisées, une autre solution de remplacement est trouvée : toute blanche et sans aucune inscription, elle est surnommée « Blank Back » et est également très rare. Finalement, une troisième version du dos de la pochette reprend le principe des pochettes officielles de Vee-Jay, avec Introducing The Beatles (sans points de suspension) inscrit en haut et les titres des chansons en dessous, sur deux colonnes. Toutes ces versions ont été disponibles en même temps sur le marché pendant les quelques jours qui ont suivi le 10 janvier 1964, date de sortie de l'album.
Moins d'une semaine plus tard, le 16 janvier, Vee-Jay est sommé d'arrêter la distribution du disque. Beechwood Music, filiale de Capitol Records destinée à l'édition, vient de signer les droits d'édition de Love Me Do et P.S. I Love You. Comme ces deux chansons n'ont pas encore été officiellement publiées aux États-Unis, Beechwood refuse d'en octroyer une licence à Vee-Jay. Environ 80 000 exemplaires de Introducing… The Beatles ont été publiés avec les deux chansons incriminées, dont 2 000 en version stereo.

## Deuxième version
Afin de contourner cette interdiction, Vee-Jay modifie rapidement le contenu de Introducing… The Beatles, en remplaçant Love Me Do et P.S. I Love You par Ask Me Why et Please Please Me, initialement supprimées. Certains pressages de l'album conservent toutefois la même liste des titres. Ces nouvelles versions sont pressées à la fin du mois de janvier et commencent à apparaître dans les bacs aux alentours du 10 février 1964.
À cause de l'injonction de Capitol, cette deuxième version de Introducing… The Beatles ne pénètre les charts du Billboard que trois semaines après l'entrée de Meet The Beatles!, la « version Capitol » du With the Beatles britannique. « Introducing… » atteint rapidement la deuxième place, juste derrière « Meet » et s'y établit pendant neuf semaines. L'album atteint également la seconde place chez Cash Box, et la première dans le Record World magazine.
Malgré le remplacement des deux chansons de Beechwood Music, Vee-Jay et Capitol s'affrontent devant les tribunaux au début de l'année 1964. De nombreuses injonctions contre la sortie de l'album Vee-Jay sont discutées, annulées et rétablies à plusieurs reprises. Comme l'album est pressé rapidement pendant les weekends, entre les diverses injonctions, il existe presque deux douzaines de variations, incluant des copies stéréo et mono, fabriquées dans de nombreuses usines de pressage. Finalement, le 9 avril 1964, les deux labels trouvent un accord. Vee-Jay obtient une licence qui lui permet d'exploiter les seize chansons des Beatles en sa possession, et ce jusqu'à la date du 15 octobre 1964, date à laquelle tous les droits reviendront à Capitol. Pendant sa disponibilité, Introducing… The Beatles s'est vendu à approximativement 1,3 million d'exemplaires mono, et 41 000 exemplaires stéréo. Puisque seul un faible pourcentage des disques est édité en stéréo (3,1 %), les vraies copies stéréo sont très rares.

## Rééditions et autres publications de Vee-Jay
Avant que sa licence n'expire, Vee-Jay Records republie à deux reprises Introducing… The Beatles, en mettant l'accent sur le packaging. Bien qu'aucune des deux versions ne contienne de nouvelles chansons, elles parviennent toutes les deux à entrer dans le hit-parade du Billboard magazine.
L'une est intitulée Songs, Pictures and Stories of the Fabulous Beatles (référence : Vee-Jay VJLP(S)-1092), avec une pochette dépliante, où un espace est réservé pour placer une photo personnelle à côté de celle des Beatles. Le disque à l'intérieur porte toujours l'ancien nom Introducing… The Beatles. Cet album est publié soit fin juillet 1964, soit le 12 octobre suivant ; cette dernière date étant la plus probable car l'album est entré dans le classement du Billboard magazine le 31 octobre. Son meilleur classement est la 63e place.
L'autre version prend la forme d'un double album, The Beatles vs The Four Seasons, qui contient à la fois Introducing… The Beatles et Golden Hits of the Four Seasons. La référence pour Introducing… est bien VJ 1062, prouvant que Vee-Jay a simplement utilisé son stock initial. Ce double album est resté trois semaines dans le Billboard en octobre 1964, pour un pic à la 142e place. 
Une publication douteuse du label, Jolly What! (en) England's Greatest Recording Stars: The Beatles & Frank Ifield on Stage, incorporait quatre chansons des Beatles avec huit autres du chanteur australien Frank Ifield, toutes enregistrées en studio. Cette compilation (erronément ou ironiquement écrite « copulation » dans le texte du verso) visait à tromper les acheteurs à se procurer des enregistrements live inédits mais c'était les mêmes enregistrements déjà été sortis en single par ce label (Please Please Me/Ask Me Why et From Me to You/Thank You Girl). Déclinés avec deux pochettes différentes pour deux publications distinctes (le 26 février et le 10 octobre 1964), ces disques rares sont aujourd'hui des pièces de collection.
Malgré l'expiration de la licence de Vee-Jay à la mi-octobre 1964, il faut un certain temps pour que ses disques disparaissent des étals. Ainsi, on retrouve encore  jusqu'au 9 janvier 1965, Introducing… The Beatles et Songs, Pictures and Stories of the Fabulous Beatles, dans le classement album du Billboard. En septembre 1964, ce label publie aussi le 33 tours Hear the Beatles Tell All comprenant des interviews du groupe.
Le 22 mars 1965, Capitol Records publie The Early Beatles, qui contient onze des quatorze titres déjà parus chez Vee-Jay. Misery et There's a Place, deux chansons de Introducing… The Beatles, n'apparaîtront sur un album de Capitol qu'en 1980, sur la version américaine de la compilation Rarities. I Saw Her Standing There, qui avait déjà été publiée sur l'album Meet the Beatles!, est aussi éliminée de cette édition.

## Liste des chansons
| 1. | I Saw Her Standing There                     | John Lennon, Paul McCartney    | 2:55        |
| 2. | Misery                                       | John Lennon, Paul McCartney    | 1:50        |
| 3. | Anna (Go to Him)                             | Arthur Alexander               | 2:57        |
| 4. | Chains                                       | Gerry Goffin, Carole King      | 2:26        |
| 5. | Boys                                         | Luther Dixon, Wes Farrell (en) | 2:27        |
| 6. | Love Me Do version 1 ou Ask Me Why version 2 | John Lennon, Paul McCartney    | 2:22 / 2:24 |

| 7.  | P.S. I Love You version 1 ou Please Please Me version 2 | John Lennon, Paul McCartney                 | 2:05 / 2:00 |
| 8.  | Baby It's You                                           | Mack David, Barney Williams, Burt Bacharach | 2:38        |
| 9.  | Do You Want to Know a Secret                            | John Lennon, Paul McCartney                 | 1:59        |
| 10. | A Taste of Honey                                        | Bobby Scott, Ric Marlow                     | 2:05        |
| 11. | There's a Place                                         | John Lennon, Paul McCartney                 | 1:52        |
| 12. | Twist and Shout                                         | Phil Medley, Bert Russell                   | 2:33        |